# Hesychotypa fernandezi
Hesychotypa fernandezi là một loài bọ cánh cứng trong họ Cerambycidae.